# قرية أوماجي
قرية أوماجي (باليابانية: 馬路村) هي قرية تقع في محافظة كوتشي في اليابان.
بلغ عدد سكان القرية في عام 2017 حوالي 900 شخص. وتشتهر القرية بزراعة اليوزو (اليوسفي الأصفر).